# Claudia Alexandre
Claudia Regina Alexandre (São Paulo, ?) é uma jornalista paulistana, escritora, apresentadora de TV, professora, pesquisadora e doutora em ciência da religião pela Pontifícia Universidade Católica de São Paulo (PUC-SP), que pesquisa samba e religiões de matriz africana. Em 2015, recebeu o Prêmio África Brasil do Centro Cultural Africano na categoria Especial.

## Educação e carreira
Claudia Regina Alexandre cursou Comunicação Social, pelo Centro Universitário das Faculdades Metropolitanas Unidas (FIAM), e começou a carreira profissional como estagiária da Rádio Gazeta AM (São Paulo) entre 1980 e 2000, em parceria com o radialista Evaristo Carvalho, no Programa Rede Nacional do Samba. Concluiu a graduação em Comunicação Social - Jornalismo pela FIAM-FAAM em 1987. Tornou-se Especialista em Ciências da Religião em 2015, Mestre em Ciência da Religião em 2017 e Doutora em Ciência da Religião em 2021, tendo alcançando os três títulos pela PUC-SP.
| “                   | Assim que me formei em jornalismo foi que me deparei com as questões raciais e como as histórias contadas nos tempos de escola e no dia-a-dia, sobre samba e religião, estavam totalmente distantes da realidade que eu vivia com a minha família negra. | ” |
| — Claudia Alexandre | |   |

Ela já atuou como colunista do programa O samba pede passagem, da Rádio USP, e comentarista de carnaval no jornal O Globo. Apresentou o programa Papo de Bamba, que criou em 2018, e que está disponível na plataforma digital BR Brazil Show e no youtube . É autora dos livros Orixás no terreiro sagrado do samba: Exu e Ogum no Candomblé da Vai-Vai (2021) e Exu-Mulher e o matriarcado nagô: sobre masculinização, demonização e tensões de gênero na formação dos candomblés (2023). 
Como pesquisadora, Claudia participou de programas como Pós Ubuntu, onde ministrou uma aula aberta sobre a pesquisa que desenvolveu a respeito da iconografia do orixá Exu, Os Três Elementos, conduzido pelos cientistas e pesquisadores Emilio Garcia, Pirula e Carlos Ruas, onde compartilhou sua pesquisa sobre a relação entre o samba e as tradições de matriz africana. Claudia Regina Alexandre também participou da edição presencial do Balada Literária em 2022 e na Casa da Utopia, na FLIP, em 2023, para lançamento de seu segundo livro.
Em 2007, apresentou o Prêmio África Brasil, concedido pelo Centro Cultural Africano, que reconhece pessoas engajadas com a causa negra no Brasil e no mundo, e é realizado em razão do Dia de África. Em 2015, recebeu o Prêmio Especial desta mesma premiação (que, em 2023, chegou a sua 16ª edição), em evento realizado na Assembleia Legislativa de São Paulo.
Também atua entre as escolas de samba brasileiras, tendo o ritmo presente em sua vida desde a infância:
| “                   | Cresci em um ambiente de muito amor, mas, quando ia para a escola, eu via como o mundo era racista. E as escolas de samba mantinham o afeto que eu via em casa e não via no mundo | ” |
| — Claudia Alexandre | |   |

Em seu primeiro livro, Orixás no terreiro sagrado do samba: Exu e Ogum no Candomblé da Vai-Vai (2021), explora a cosmovisão africana presente em diversas escolas de samba com especial foco na Vai-Vai. No livro, também aborda como o samba e a religião sempre foram meios para resistência ao racismo.

## Vida pessoal
Clauda Alexandre tem uma filha, Rubiah.

## Prêmios e reconhecimentos
- 2022 - Segunda colocada do Prêmio Afonso Ligório, da SOTER/Paulinas[22]
- 2015 - Prêmio África Brasil, categoria Especial, do Centro Cultural Africano[3]

## Obras
- 2023 - Exu-Mulher e o matriarcado nagô: sobre masculinização, demonização e tensões de gênero na formação dos candomblés[14]
- 2021 - Orixás no terreiro sagrado do samba: Exu e Ogum no Candomblé da Vai-Vai[13]